# Santa Maria a Vico
Santa Maria a Vico è un comune italiano di 14 403 abitanti della provincia di Caserta, in Campania.

## Geografia fisica
Santa Maria a Vico è posizionata a 83 metri sul livello del mare e confina a Nord con i Colli Tifatini e, anche se per un breve tratto, con il Comune di Durazzano, a Sud con San Felice a Cancello, a Est con Arienzo, a Ovest con Cervino e Maddaloni. Il comune appartiene alla Regione Agraria n. 5 - Colline di Caserta ed è sviluppato completamente sull'Appia (Antica e Nuova).

## Storia
La città fu costruita dai romani in piena seconda guerra sannitica, con scopo militare.
Terminata la funzione di città militare, l'Appia venne aperta al traffico pubblico e, per soddisfare le esigenze dei viaggiatori e degli abitanti, la città si arricchì di nuove case e di locali di ristoro.
Il nuovo borgo venne chiamato Vicus Novanensis.
Con la venuta dei barbari, il Vicus fu distrutto e gli abitanti sparsi sulle colline. In seguito la città venne ricostruita e passò nelle mani del circondario di Nola e Arienzo; questa dipendenza si concluse con la venuta in Italia dei francesi che la fecero diventare un comune autonomo.
Con gli Aragonesi, Santa Maria a Vico ebbe un notevole sviluppo come piazza commerciale dell'Italia meridionale. Oggi Santa Maria a Vico funge da centro tra le province di Benevento, Caserta e Napoli.

## Monumenti e luoghi d'interesse
- Basilica di Maria SS. Assunta e Complesso Aragonese. Nell'agosto del 1957 il papa Pio XII ha elevato la chiesa di Santa Maria Assunta alla dignità di basilica minore.[5]
- Chiesa Parrocchiale di S. Nicola Magno.
- Maria SS. del Carmine, nella frazione Loreto.
- Secolari Ponti in pietra, nella frazione Loreto.
- S. Vincenzo Ferreri, nella frazione Mandre.
- Congrega Lauretana del XVII secolo, situata in Piazza Roma.
- Cappella S. Anna, nella località Migliori.
- Cappella S. Anna, nella frazione Rosciano.
- Chiesa della Madonna Addolorata, nella frazione Ruotoli.
- Monumenti agli antichi mestieri di Santa Maria a Vico: statue bronzee raffiguranti "La Ricamatrice", "Il Calzolaio", "I Braccianti" e "L'Emigrante" site in P.zza Umberto I (loc. Cellaio).
- Le famose "case a botte", così denominate dalla caratteristica forma della volta.
- Il borgo degli Innamorati.

## Società
La città ha una densità abitativa di 1 301 persone per km quadrato, tra le più elevate della provincia di Caserta.

### Evoluzione demografica
Abitanti censiti

### Feste e ricorrenze

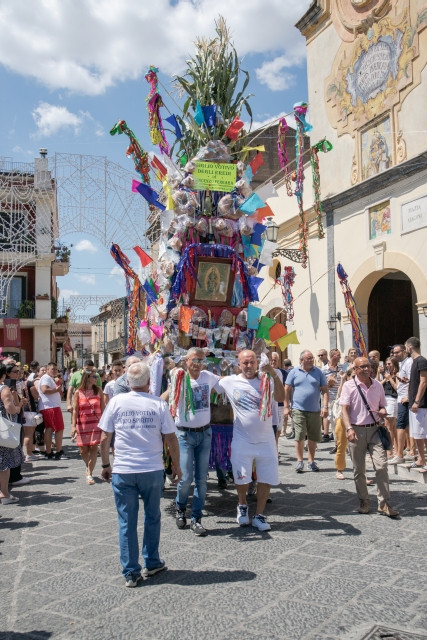
Carro della festa di Maria SS. Assunta (2019)

Ogni anno nel periodo estivo si svolgono diverse feste rionali, principalmente in onore di personaggi religiosi. La più importante è la festa del 15 agosto in onore della Madonna Assunta, durante la quale è possibile assistere a sfilate di carri votivi, i quali fanno il giro della città. Ogni 25 anni viene portata in giro per il paese (trainata da buoi bianchi) la statua della Madonna Assunta, sita nella Basilica di Maria SS. Assunta. L'evento si ripete in occasioni speciali (ad esempio in occasione del Giubileo o della centenaria incoronazione della vergine). 
In occasione del Venerdì santo si organizza ogni anno una processione per le vie del paese.
Il 14 agosto è possibile assistere al caratteristico corteo storico, dove dei figuranti sfilano in costumi d'epoca aragonese, seguiti dagli sbandieratori. La sera dello stesso giorno si ridà vita alla centenaria tradizione del Mastro Mercato.

## Cultura

### Scuole
La città è sede di un unico istituto superiore, l'Istituto Statale Istruzione Secondaria Superiore (I.S.I.S.S.) “Majorana-Bachelet”. Tale istituto presenta tre strutture didattiche che costituiscono l'intera offerta formativa: istituto professionale, istituto tecnico, liceo scientifico "scienze applicate" e il corso serale "Sirio". Gli indirizzi disponibili sono molteplici. 
Il panorama scolastico santamariano è completato dall'Istituto Comprensivo Statale "Giovanni XXIII" costituito da 5 plessi di Scuola dell'Infanzia, 5 plessi di Scuola Primaria e 1 plesso di Scuola Secondaria di Primo Grado.

## Economia
Santa Maria a Vico è un comune dall'economia prevalentemente agricola. Grazie alla sua favorevole posizione geografica e alla sua importante rete stradale ha instaurato un'economia basata anche sul commercio. Ultimamente si è dato anche un po' di impulso all'industria, risultano aperte circa 60 attività industriali. Ci sono inoltre complessi bancari e uno postale.
A Santa Maria a Vico sono occupati complessivamente circa 4 073 abitanti, pari a quasi il 30% del numero degli abitanti del comune.

## Geografia antropica
Frazioni/località:
Cellaio, Ruotoli, Rosciano, San Marco, Loreto, Mandre, Papi, Priori, Figliarini, Maielli, Schiavetti, Migliori, Botteghelle.

## Infrastrutture e trasporti
Santa Maria a Vico si sviluppa completamente sulla Strada Statale 7; questo comporta un grave problema per la viabilità, perché oltre alla statale non ci sono altre importanti vie di sbocco tranne quella che porta a San Felice a Cancello. Inoltre, la città possiede un gran numero di strade private e vichi.

### Ferrovie
La cittadina era servita dalla ferrovia Benevento-Cancello, gestita dall'azienda EAV (in precedenza era MetroCampania NordEst a gestire la ferrovia, fino alla fusione con EAV). 
Dalla stazione di Santa Maria a Vico è possibile raggiungere Napoli in circa 40 minuti, mentre per Benevento occorre poco più di un'ora.

### Mobilità urbana
EAV ha gestito fino al 2017 anche una parte del trasporto su gomma, provvedendo al collegamento del comune con Benevento, Napoli e Caserta, servendo però il capoluogo di provincia con poche corse. Il servizio è stato trasferito ad AIR MOBILITÀ S.r.l., che tuttora lo gestisce.
Caserta resta tuttavia facilmente raggiungibile da Santa Maria a Vico grazie alla ditta Laudato Trasporti Pubblici (LTP) che collega il comune di San Felice a Cancello col capoluogo di provincia. Frequenti sono le fermate di questa autolinea lungo la principale arteria stradale del comune.
EAV e AIR aderiscono al Consorzio Unico Campania, a differenza di LTP.

## Amministrazione
Di seguito è presentata una tabella relativa alle amministrazioni che si sono succedute in questo comune.
| Periodo | Periodo   | Primo cittadino    | Partito                            | Carica      | Note |
| ------- | --------- | ------------------ | ---------------------------------- | ----------- | ---- |
| 1988    | 1990      | Raffaele Laudando  | Democrazia Cristiana               | Sindaco     |      |
| 1990    | 1991      | Vincenzo D'Anna    | Democrazia Cristiana               | Sindaco     |      |
| 1991    | 1992      | Paolino Maddaloni  | commissario                        | Sindaco     |      |
| 1992    | 1994      | Pasquale Nuzzo     | Democrazia Cristiana               | Sindaco     |      |
| 1994    | 1994      | Luigi Spaziani     |                                    | commissario |      |
| 1994    | 1995      | Pasquale Nuzzo     | Partito Popolare Italiano (1994)   | Sindaco     |      |
| 1995    | 1996      | Francesco Provolo  | commissario                        | Sindaco     |      |
| 1996    | 1997      | Luigi Sgambati     | Forza Italia                       | Sindaco     |      |
| 1997    | 1997      | Fedele Immacolata  | commissario                        | Sindaco     |      |
| 1997    | 2000      | Domenico Pesce     | Partito Democratico della Sinistra | Sindaco     |      |
| 2000    | 2001      | Francesco Provolo  | commissario                        | Sindaco     |      |
| 2001    | 2006      | Domenico Nuzzo     | Forza Italia                       | Sindaco     |      |
| 2006    | 2009      | Giuseppe Telese    | L'Unione                           | Sindaco     |      |
| 2009    | 2010      | Gerlando Iorio     |                                    | Commissario |      |
| 2010    | 2015      | Alfonso Piscitelli | Il Popolo della Libertà            | Sindaco     |      |
| 2015    | 2020      | Andrea Pirozzi     | Lista civica (Centro-sinistra)     | Sindaco     |      |
| 2020    | in carica | Andrea Pirozzi     | Lista civica (Centro-sinistra)     | Sindaco     |      |

### Gemellaggi
- Caspe
- Gaillac[senza fonte]